# Safe in New York City
Safe in New York City è un singolo del gruppo musicale australiano AC/DC, pubblicato il 28 febbraio 2000 come secondo estratto dal quattordicesimo album in studio Stiff Upper Lip.

## Descrizione
La copertina del singolo mostra la stessa statua di Angus Young che c'è nella copertina dell'album Stiff Upper Lip, ma in posizione diversa a New York.

## Formazione
- Brian Johnson – voce
- Angus Young – chitarra solista
- Malcolm Young – chitarra ritmica, coro
- Cliff Williams – basso, coro
- Phil Rudd – batteria

## Classifiche
| Classifica (2000)                     | Posizione massima |
| ------------------------------------- | ----------------- |
| Stati Uniti (Mainstream Rock Airplay) | 21                |